# 武田尚子 (翻訳家)
武田 尚子（たけだ なおこ、1933年- ）は、日本出身、アメリカ合衆国在住の翻訳家。

## 略歴
本名Naoko Takeda Yarin。岡山県に生まれる。津田塾大学英文科卒業。メイ・サートンの翻訳で知られる。

## 翻訳
- ノーマン・S.モリス『テレビと子どもたち 消えた画面はどこへ行く』サイマル出版会 1972
- ジョージ・デニスン『学校ってなんだ ミニ・スクール実践記録』サイマル出版会 1977
- ヨリック・ブルーメンフェルド『ジェニーの日記 核シェルターのなかで』サイマル出版会 1984
- チャールズ・E.シルバーマン『アメリカのユダヤ人 ある民族の肖像』サイマル出版会 1988　明石書店、2001
- ベティ・ジーン・リフトン『子どもたちの王様 コルチャック物語』サイマル出版会 1991
- メイ・サートン『独り居の日記』みすず書房 1991
- メイ・サートン『今かくあれども』みすず書房 1995
- メイ・サートン著,ベンジャミン・レヴィ絵『猫の紳士の物語』みすず書房 1996
- アハロン・アッペルフェルド『不死身のバートフス』みすず書房 1996
- メイ・サートン『夢見つつ深く植えよ』みすず書房 1996
- メイ・サートン『私は不死鳥を見た 自伝のためのスケッチ』みすず書房 1998
- メイ・サートン『海辺の家』みすず書房 1999
- メイ・サートン『一日一日が旅だから』編訳 みすず書房 2001